# اچ‌دی ۳۷۹۷۴
اچ‌دی ۳۷۹۷۴ یک ستاره است که در صورت فلکی ماهی زرین قرار دارد.